# Nedžad Mulabegović
Nedžad Mulabegović (ur. 4 lutego 1981 w Dervencie) – urodzony w Bośni i Hercegowinie lekkoatleta reprezentujący Chorwację. Specjalizuje się głównie w pchnięciu kulą. Trzykrotny olimpijczyk (2004, 2008, 2012). Halowy rekordzista Chorwacji w pchnięciu kulą.

## Rekordy życiowe
- Pchnięcie kulą – 20,67 m (2014)
- Pchnięcie kulą (hala) – 20,43 m (2011) były halowy rekord Chorwacji[1]
- Rzut dyskiem – 54,48 m (2004)